# Leichtathletik-Weltmeisterschaften 2015/Teilnehmer (Kenia)
| Gelbes Symbol für Goldmedaillen mit stilisierten Olympischen Ringen | Graues Symbol für Silbermedaillen mit stilisierten Olympischen Ringen | Braundes Symbol für Bronzemedaillen mit stilisierten Olympischen Ringen |
| ------------------------------------------------------------------- | --------------------------------------------------------------------- | ----------------------------------------------------------------------- |
| 7                                                                   | 6                                                                     | 3                                                                       |

Der Leichtathletikverband Kenias nominierte 52 Athleten für die Leichtathletik-Weltmeisterschaften 2015 in der chinesischen Hauptstadt Peking.
Die beiden Läuferinnen Koki Manunga und Joy Sakari wurden wegen positiver Dopingtests noch während der Wettbewerbe suspendiert.

## Medaillen
Mit sieben gewonnenen Gold-, sechs Silber- und drei Bronzemedaillen belegte das Team Jamaikas Rang 1 im Medaillenspiegel.

### Medaillengewinner
| Gold - David Lekuta Rudisha: 800 m - Asbel Kiprop: 1500 m - Nicholas Bett: 400 m Hürden - Ezekiel Kemboi: 3000 m Hindernis - Julius Yego: Speerwurf - Vivian Jepkemoi Cheruiyot: 10.000 m - Hyvin Kiyeng: 3000 m Hindernis | Silber - Elijah Motonei Manangoi: 1500 m - Caleb Mwangangi Ndiku: 5000 m - Geoffrey Kipsang Kamworor: 10.000 m - Conseslus Kipruto: 3000 m Hindernis - Faith Kipyegon: 1500 m - Helah Kiprop: Marathon | Bronze - Paul Kipngetich Tanui: 10.000 m - Brimin Kiprop Kipruto: 3000 m Hindernis - Eunice Jepkoech Sum: 800 m |

## Ergebnisse

### Männer

#### Laufdisziplinen
| Athlet                    | Disziplin        | Vorlauf      | Vorlauf | Halbfinale         | Halbfinale         | Finale                  | Finale                  |
| Athlet                    | Disziplin        | Zeit         | Platz   | Zeit               | Platz              | Zeit                    | Platz                   |
| ------------------------- | ---------------- | ------------ | ------- | ------------------ | ------------------ | ----------------------- | ----------------------- |
| Carvin Nkanata            | 200 m            | 20,43 s      | 27      | nicht qualifiziert | nicht qualifiziert | nicht qualifiziert      | nicht qualifiziert      |
| Mike Mokamba Nyang’au     | 200 m            | 20,51 s      | 31      | nicht qualifiziert | nicht qualifiziert | nicht qualifiziert      | nicht qualifiziert      |
| Alphas Leken Kishoyian    | 400 m            | 46,02 s      | 40      | nicht qualifiziert | nicht qualifiziert | nicht qualifiziert      | nicht qualifiziert      |
| Alfred Kipketer           | 800 m            | 1:46,67 min  | 11      | 1:44,99 min        | 4                  | 1:47,66 min             | 8                       |
| Ferguson Cheruiyot Rotich | 800 m            | 1:45,83 min  | 1       | 1:44,85 min        | 2                  | 1:46,35 min             | 4                       |
| David Lekuta Rudisha      | 800 m            | 1:48,31 min  | 29      | 1:47,70 min        | 14                 | 1:45,84 min             | Gold                    |
| Timothy Cheruiyot         | 1500 m           | 3:38,50 min  | 6       | 3:35,74 min        | 5                  | 3:36,05 min             | 7                       |
| Silas Kiplagat            | 1500 m           | 3:38,13 min  | 1       | 3:43,64 min        | 15                 | 3:34,81 min             | 5                       |
| Asbel Kiprop              | 1500 m           | 3:38,97 min  | 11      | 3:43,48 min        | 13                 | 3:34,40 min             | Gold                    |
| Elijah Motonei Manangoi   | 1500 m           | 3:42,57 min  | 23      | 3:35,00 min        | 1                  | 3:34,63 min             | Silber                  |
| Emmanuel Kipsang          | 5000 m           | 13:46,43 min | 23      |                    |                    | nicht qualifiziert      | nicht qualifiziert      |
| Isiah Kiplangat Koech     | 5000 m           | 13:23,51 min | 10      |                    |                    | 13:55,98 min            | 8                       |
| Caleb Mwangangi Ndiku     | 5000 m           | 13:19,58 min | 3       |                    |                    | 13:51,75 min            | Silber                  |
| Edwin Cheruiyot Soi       | 5000 m           | 13:45,28 min | 18      |                    |                    | 13:59,02 min            | 10                      |
| Geoffrey Kipsang Kamworor | 10.000 m         |              |         |                    |                    | 27:01,76 min            | Silber                  |
| Bedan Karoki Muchiri      | 10.000 m         |              |         |                    |                    | 27:04,77 min            | 4                       |
| Paul Kipngetich Tanui     | 10.000 m         |              |         |                    |                    | 27:02,83 min            | Bronze                  |
| Dennis Kipruto Kimetto    | Marathon         |              |         |                    |                    | Wettkampf nicht beendet | Wettkampf nicht beendet |
| Wilson Kipsang Kiprotich  | Marathon         |              |         |                    |                    | Wettkampf nicht beendet | Wettkampf nicht beendet |
| Mark Korir                | Marathon         |              |         |                    |                    | 2:21:20 h               | 22                      |
| Jairus Kipchoge Birech    | 3000 m Hindernis | 8:25,77 min  | 7       |                    |                    | 8:12,62 min             | 4                       |
| Ezekiel Kemboi            | 3000 m Hindernis | 8:24,75 min  | 1       |                    |                    | 8:11,28 min             | Gold                    |
| Brimin Kiprop Kipruto     | 3000 m Hindernis | 8:24,95 min  | 3       |                    |                    | 8:12,54 min             | Bronze                  |
| Conseslus Kipruto         | 3000 m Hindernis | 8:41,41 min  | 17      |                    |                    | 8:12,38 min             | Silber                  |
| Nicholas Bett             | 400 m Hürden     | 48,37 s      | 1       | 48,54 s            | 8                  | 47,79 s                 | Gold                    |
| Aron Kipchumba Koech      | 400 m Hürden     | 49,38 s      | 22      | 49,54 s            | 19                 | nicht qualifiziert      | nicht qualifiziert      |
| Boniface Mucheru Tumuti   | 400 m Hürden     | 48,79 s      | 4       | 48,29 s            | 2                  | 48,33 s                 | 5                       |

#### Sprung/Wurf
| Athlet      | Disziplin | Qualifikation | Qualifikation | Finale  | Finale |
| Athlet      | Disziplin | Weite         | Platz         | Weite   | Platz  |
| ----------- | --------- | ------------- | ------------- | ------- | ------ |
| Julius Yego | Speerwurf | 84,46 m       | 3             | 92,72 m | Gold   |

### Frauen

#### Laufdisziplinen
| Athletin                  | Disziplin        | Vorlauf         | Vorlauf         | Halbfinale         | Halbfinale         | Finale             | Finale             |
| Athletin                  | Disziplin        | Zeit            | Platz           | Zeit               | Platz              | Zeit               | Platz              |
| ------------------------- | ---------------- | --------------- | --------------- | ------------------ | ------------------ | ------------------ | ------------------ |
| Maureen Jelagat Maiyo     | 400 m            | 51,40 s         | 18              | 51,92 s            | 19                 | nicht qualifiziert | nicht qualifiziert |
| Jacinter Shikanda         | 400 m            | disqualifiziert | disqualifiziert | –                  | –                  | –                  | –                  |
| Joy Sakari                | 400 m            | 50,71 s         | 8               | nicht angetreten   | nicht angetreten   | –                  | –                  |
| Janeth Jepkosgei Busienei | 800 m            | 2:01,40 min     | 26              | nicht qualifiziert | nicht qualifiziert | nicht qualifiziert | nicht qualifiziert |
| Eunice Jepkoech Sum       | 800 m            | 1:59,67 min     | 5               | 1:57,56 min        | 3                  | 1:58,18 min        | Bronze             |
| Margaret Nyairera Wambui  | 800 m            | 2:03,52 min     | 39              | nicht qualifiziert | nicht qualifiziert | nicht qualifiziert | nicht qualifiziert |
| Nancy Chepkwemoi          | 1500 m           | 4:05,65 min     | 7               | 4:18,15 min        | 23                 | nicht qualifiziert | nicht qualifiziert |
| Mercy Cherono             | 1500 m           | Reserve         | Reserve         | Reserve            | Reserve            | Reserve            | Reserve            |
| Faith Kipyegon            | 1500 m           | 4:02,77 min     | 2               | 4:06,88 min        | 2                  | 4:08,96 min        | Silber             |
| Viola Cheptoo Lagat       | 1500 m           | 4:12,15 min     | 28              | nicht qualifiziert | nicht qualifiziert | nicht qualifiziert | nicht qualifiziert |
| Irene Cheptai             | 5000 m           | 15:21,03 min    | 7               |                    |                    | 15:03,41 min       | 7                  |
| Mercy Cherono             | 5000 m           | 15:20,94 min    | 5               |                    |                    | 15:01,36 min       | 5                  |
| Viola Jelagat Kibiwot     | 5000 m           | 15:15,27 min    | 3               |                    |                    | 14:46,16 min       | 4                  |
| Janet Kisa                | 5000 m           | 15:26,49 min    | 9               |                    |                    | 15:02,68 min       | 6                  |
| Vivian Jepkemoi Cheruiyot | 10.000 m         |                 |                 |                    |                    | 31:41,31 min       | Gold               |
| Sally Jepkosgei Kipyego   | 10.000 m         |                 |                 |                    |                    | 31:44,42 min       | 5                  |
| Betsy Saina               | 10.000 m         |                 |                 |                    |                    | 31:51,35 min       | 8                  |
| Visiline Jepkesho         | Marathon         |                 |                 |                    |                    | 2:36:17 h          | 20                 |
| Edna Ngeringwony Kiplagat | Marathon         |                 |                 |                    |                    | 2:28,18 h          | 5                  |
| Helah Kiprop              | Marathon         |                 |                 |                    |                    | 2:27:36 h          | Silber             |
| Jemima Jelagat Sumgong    | Marathon         |                 |                 |                    |                    | 2:27,42 h          | 4                  |
| Rosefline Chepngetich     | 3000 m Hindernis | 9:25,91 min     | 4               |                    |                    | 9:46,08 min        | 15                 |
| Hyvin Kiyeng              | 3000 m Hindernis | 9:26,19 min     | 5               |                    |                    | 9:19,11 min        | Gold               |
| Virginia Nyambura         | 3000 m Hindernis | 9:28,50 min     | 12              |                    |                    | 9:26,21 min        | 7                  |
| Koki Manunga              | 400 m Hürden     | 58,96 s         | 35              | nicht qualifiziert | nicht qualifiziert | nicht qualifiziert | nicht qualifiziert |